# دانييل أودافين
دانييل أودافين (بالإنجليزية: Daniel Odafin)‏ (5 يناير 1989) لاعب كرة قدم نيجيري يلعب حاليا لصالح نادي النهضة العماني في مركز الوسط المدافع من 2015 كما يجيد اللعب في مركزي الوسط المحوري والوسط الأيمن.

## روابط خارجية
- دانييل أودافين على موقع قاعدة بيانات كرة القدم.إي يو (الإنجليزية)
- دانييل أودافين على موقع Soccerway.com (الإنجليزية)